# Vuolep Njuorajaure
Vuolep Njuorajaure är en sjö i Kiruna kommun i Lappland och ingår i Torneälvens huvudavrinningsområde. Sjön har en area på 4,66 kvadratkilometer och ligger 423,5 meter över havet. Sjön avvattnas av vattendraget Njuoraätno.

## Delavrinningsområde
Vuolep Njuorajaure ingår i det delavrinningsområde (760188-160597) som SMHI kallar för Utloppet av Vuolep Njuorajaure. Medelhöjden är 478 meter över havet och ytan är 20,94 kvadratkilometer. Räknas de 21 avrinningsområdena uppströms in blir den ackumulerade arean 293,36 kvadratkilometer. Njuoraätno som avvattnar avrinningsområdet har biflödesordning 2, vilket innebär att vattnet flödar genom totalt 2 vattendrag innan det når havet efter 498 kilometer. Avrinningsområdet består mestadels av skog (26 procent) och kalfjäll (48 procent). Avrinningsområdet har 5,3 kvadratkilometer vattenytor vilket ger det en sjöprocent på 25,3 procent.